# Tethina pictipennis
Tethina pictipennis är en tvåvingeart som beskrevs av Amnon Freidberg och Beschovski 1996. Tethina pictipennis ingår i släktet Tethina och familjen Canacidae.
Artens utbredningsområde är Marocko. Inga underarter finns listade i Catalogue of Life.